# 由利本荘市立石沢小学校
由利本荘市立石沢小学校（ゆりほんじょうしりついしざわしょうがっこう）は秋田県由利本荘市にあった公立小学校。

## 概要
1874年（明治7年）開校。1901年（明治34年）に石沢尋常高等小学校と改称、1954年（昭和29年）に市制施行に伴い、本荘市立石沢小学校へ改称、2005年（平成17年）由利本荘市誕生に伴い、由利本荘市立石沢小学校へ改称、2021年（令和3年）、生徒の減少と校舎の老朽化に伴い、由利本荘市立小友小学校と統合することになったため、閉校した。

## 沿革
注釈のない場合、公式サイトより引用
- 1874年（明治7年）3月17日 - 館に小学校設立
- 1898年（明治31年）9月17日 - 校舎新築落成式を挙行
- 1901年（明治34年）4月12日 - 高等科併設、石沢尋常高等小学校と改称
- 1928年（昭和3年）1月22日 - 新校舎を現在地に新築
- 1954年（昭和29年）- 市制施行により、本荘市立石沢小学校と改称
- 1963年（昭和38年）12月28日 - 学校給食開始
- 1973年（昭和48年）9月13日 - ランチルームによる全校給食開始
- 1976年（昭和50年）11月11日 - PTA活動優良校 全県PTA連合会表彰
- 1979年（昭和54年）10月17日 - 子ども銀行優秀校大蔵大臣および日銀総裁賞彰
- 1980年（昭和55年）4月15日 - 創意工夫の育成優秀校科学技術長官賞受賞
- 1984年（昭和59年）
  - 8月9日 - 全県みどりの少年団交流大会最優秀県知事賞受賞
  - 11月22日 - 学校保健優良校・朝日新聞社賞受賞
- 1986年（昭和61年）6月25日 - オープン・スペース新校舎に向けて起工式挙行
- 1987年（昭和62年）
  - 5月25日 - 新校舎での入学式挙行
  - 9月3日 - 竣工式挙行
- 1988年（昭和63年）8月19日 - グランド工事完成

- 1992年（平成4年）10月16日 - 子ども銀行優秀校大蔵大臣および日銀総裁表彰
- 1995年（平成7年）1月28日 - 創立120周年記念の集いと講演会 開催
- 1997年（平成9年）5月15日 - 秋田県花いっぱい運動の会会長賞 表彰
- 1998年（平成10年）11月25日 - 郡市発明工夫展において学校賞を受賞
- 1999年（平成11年）4月1日 - ふるさと子どもドリーム支援事業「ホタルを取り戻そう!」に取り組む
- 2000年（平成12年）8月15日 - 秋田県ふるさと子どもドリーム実践交流会で「ホタルを取り戻そう！」について発表
- 2001年（平成13年）11月17日 - 秋田県環境大賞 受賞
- 2002年（平成14年）7月22日 - 学校版ISOに取り組む
- 2003年（平成15年）5月 - 秋田県ドリームプロジェクト支援事業で、雄勝町立院内小学校と交流
- 2005年（平成17年）
  - 3月22日 - 由利本荘市誕生に伴い、由利本荘市立石沢小学校と改称
  - 4月18日 - 文部科学省から「創意工夫育成功労学校賞」を受賞
  - 4月23日 - 文部科学省から「読書活動推進優良学校賞」を受賞
- 2006年（平成18年）3月1日 - 日本水環境学会より「東北・水すまし賞」を受賞
- 2007年（平成19年）
  - 3月31日 - JRC活動の継続により日本赤十字社秋田県支部より感謝状を贈呈される
  - コカ・コーラ環境教育賞[2]
- 2006年（平成18年）～2008年（平成20年） - 理数大好き事業[2]
- 2008年（平成20年） - ホタル研究10周年、北東北川・水環境ＷＳ発表[2]
- 2009年（平成21年）
  - 社団法人日本善行会より環境保護の善行賞受賞[2]
  - 全国学力学習状況調査で2年連続好成績[2]
  - 市授業実践研究会公開[2]
- 2010年（平成22年） - 青少年読書感想文全国コンクールサントリー奨励賞受賞[3]
- 2011年（平成23年）- まなび・ふれあい充実事業
- 2012年（平成24年）- 小・中連携いきいきスクール事業、由利本荘市授業実践研究会公開[3]
- 2014年（平成26年）
  - 未来の科学の夢絵画展国立科学博物館長賞
  - 10月25日 - 創立140周年記念事業
- 2015年（平成27年）
  - 3月31日 - コミュニティ・スクール指定[4]
- 2016年（平成28年）
  - 保健安全実践活動優秀校（3年連続）[5]
  - 未来の科学の夢絵画展奨励賞受賞
- 2017年（平成29年）-
  - 未来の科学の夢絵画展文部 科学大臣賞受賞
  - 日韓交流絵画コンテスト最優秀賞受賞
  - 高橋宏幸感想文・感想画コンクールメルヘン賞受賞
  - 「人権の花」運動
  - 2月10日 - 保健安全実践活動優秀校（4年連続）[6]
- 2018年（平成30年）- 
  - 2月9日 - 保健安全実践活動優秀校（5年連続）[7]
- 2019年（平成31年・令和元年）
  - 未来の科学の夢絵画展奨励賞2名受賞[8]
  - 2月8日 - 保健安全実践活動優秀校（6年連続）[8]
- 2020年（令和2年）11月3日 - 閉校記念式典挙行[9][10]。
- 2021年（令和3年）3月31日 - 閉校

## 校歌
作詞：尾留川慶治郎、作曲：小野崎晋三

## 児童数・学級数
| 年度                      | 男子 | 女子 | 計  | 増減 | 学級数 | 増減 | 備考           | 出典   |
| ------------------------- | ---- | ---- | --- | ---- | ------ | ---- | -------------- | ------ |
| 1999（平成11）年度        | 不明 | 不明 | 151 |      | 8      |      |                | [ 13 ] |
| 2000（平成12）年度        | 不明 | 不明 | 144 | -7   | 8      | 0    |                | [ 14 ] |
| 2001（平成13）年度        | 76   | 55   | 131 | -13  | 8      | 0    |                | [ 15 ] |
| 2002（平成14）年度        | 76   | 50   | 126 | -5   | 6      | -2   |                | [ 16 ] |
| 2003（平成15）年度        | 71   | 43   | 114 | -12  | 6      | 0    |                | [ 17 ] |
| 2004（平成16）年度        | 68   | 43   | 111 | -3   | 6      | 0    | 創立130周年    | [ 18 ] |
| 2005（平成17）年度        | 61   | 39   | 100 | -11  | 6      | 0    | 由利本荘市誕生 | [ 19 ] |
| 2006（平成18）年度        | 57   | 41   | 98  | -2   | 6      | 0    |                | [ 20 ] |
| 2007（平成19）年度        | 50   | 41   | 91  | -7   | 6      | 0    |                | [ 21 ] |
| 2008（平成20）年度        | 39   | 40   | 79  | -12  | 6      | 0    |                | [ 22 ] |
| 2009（平成21）年度        | 36   | 42   | 78  | -1   | 6      | 0    |                | [ 23 ] |
| 2010（平成22）年度        | 31   | 42   | 73  | -5   | 6      | 0    |                | [ 24 ] |
| 2011（平成23）年度        | 32   | 48   | 80  | +7   | 6      | 0    |                | [ 25 ] |
| 2012（平成24）年度        | 28   | 41   | 69  | -11  | 6      | 0    |                | [ 26 ] |
| 2013（平成25）年度        | 34   | 38   | 72  | +3   | 6      | 0    |                | [ 27 ] |
| 2014（平成26）年度        | 37   | 39   | 76  | +4   | 6      | 0    | 創立140周年    | [ 28 ] |
| 2015（平成27）年度        | 33   | 35   | 68  | -8   | 6      | 0    |                | [ 29 ] |
| 2016（平成28）年度        | 36   | 37   | 73  | +5   | 8      | +2   |                | [ 30 ] |
| 2017（平成29）年度        | 33   | 30   | 63  | -10  | 8      | 0    |                | [ 31 ] |
| 2018（平成30）年度        | 32   | 31   | 63  | 0    | 8      | 0    |                | [ 32 ] |
| 2019（平成31/令和元）年度 | 29   | 31   | 60  | -3   | 7      | -1   |                | [ 33 ] |
| 2020（令和2）年度         | 20   | 27   | 47  | -13  | 6      | -1   | 閉校           | [ 34 ] |